# Lilla Holmevattnet
Lilla Holmevattnet är en sjö i Uddevalla kommun i Bohuslän och ingår i Göta älv-Bäveåns kustområde. Sjön är 8,4 meter djup, har en yta på 0,0703 kvadratkilometer och är belägen 146,6 meter över havet. Lilla Holmevattnet ligger i Bredfjället Natura 2000-område. Sjön avvattnas av vattendraget Tjöstelsrödsbäcken.

## Delavrinningsområde
Lilla Holmevattnet ingår i det delavrinningsområde (646188-127520) som SMHI kallar för Utloppet av Stora Skarsjön. Medelhöjden är 145 meter över havet och ytan är 6,59 kvadratkilometer. Det finns inga avrinningsområden uppströms utan avrinningsområdet är högsta punkten. Avrinningsområdets utflöde Tjöstelsrödsbäcken mynnar i havet. Avrinningsområdet består mestadels av skog (84 %). Avrinningsområdet har 0,75 kvadratkilometer vattenytor vilket ger det en sjöprocent på 11,3 %.